# Kalemie
Kalemie (anteriormente llamada en francés: Albertville, o en neerlandés: Albertstad, en honor a Alberto I de Bélgica, rey de los belgas) es una ciudad en la orilla occidental de Lago Tanganica en la República Democrática del Congo, provincia de Katanga. La ciudad es cercana a la salida del río Lukuga desde el Lago Tanganica hacia el río Lualaba. En 2012 tenía 146 974 habitantes. En 1950 contaba con 27 000 habitantes.
Kalemie es ciudad hermana de Steinheim (Alemania).

## Historia
El puesto militar de Albertville fue fundado el 30 de diciembre de 1891 por el capitán Jacques del Estado Libre del Congo. Estaba localizado 15 kilómetros al sur del río Lukuga. El sargento Alexis Vrithoff fue muerto el 5 de abril de 1892 cuando defendía Albertville contra un ataque de los comerciantes de esclavos árabes. La estación fue sitiada por los árabes basados en Katakis, desde 16 de agosto de 1892 hasta el 1 de enero de 1893. Después de que los árabes dejaron el territorio, el Albertville original fue gradualmente abandonado, y el nombre se convirtió ligado al puesto militar de M'Toa al norte del Lukuga, el lugar de la moderna Kalemie.
En 1914 Albertville fue la base para las fuerzas belgas en la campaña africana del este. El ferrocarril llegó a Albertville en 1915, y en 1916 el puerto fue construido y las minas de carbón a Greinerville abrieron. A fines de 1940 una base militar sudafricana fue establecida en Albertville, más tarde británica, para enviar tropas a Kenia y Abisinia.
Albertville fue atacada por mercenarios bajo el Mayor Mike Hoare durante las operaciones contra la Rebelión Simba, en agosto de 1964. En 1971, como resultado de la llamada zairianitzación, Albertville cambió su nombre a Kalemie. La ciudad alberga la importante Universidad de Kalemie, la cual incluye una biblioteca.

## Economía
Kalemie es una ciudad importante en la provincia de Katanga; las fabricaciones incluyen cemento, productos alimentarios y textiles.
La ciudad sirve como centro de distribución para los minerales de la zona como cobre, cobalto, zinc, estaño y carbón.
Kalemie se encuentra en el centro de las líneas de ferrocarril en Nyunzu, Kindu, Kabalo y Lubumbashi. La construcción de un ferrocarril de Kalemie en Bukavu a través de la ciudad de Baraka para abrir la región del Kivu, fue propuesta.

## Terremoto de 2005
El terremoto del Lago Tanganica golpeó la ciudad el 5 de diciembre de 2005. El epicentro estaba aproximadamente a 10 km (6,2 mi) km bajo la superficie de Lago Tanganica, a unos 55 km al sureste de Kalemie. Al menos docenas de casas fueron destruidas.